# JAPONESQUE
《JAPONESQUE》（絢爛大和）是日本歌手倖田來未於2012年1月25日發行的第10張原創專輯，收錄《4 TIMES》、《不要停止愛我》、《 Love Me Back》，3張單曲中的A面曲。

## 簡介
- 本次專輯與上張專輯相隔約11個月，發行共4版本。
- 本次專輯標語為「百花繚亂」，副標語為「實現革命性進化的全新專輯」，倖田來未為了展現日本華麗兼具傳統美的風格，以花魁之姿及大膽的衣裝呈現日本風格的時尚封面[1]。
- 原本將收錄12首歌，最後增加新曲至11首，共收錄17首歌曲。而DVD也收錄除了兩首間奏曲之外全部歌曲的音樂錄影帶，是繼《Kingdom 倖感王國》再次收錄的豪華內容[1]，也是史前無例收錄11首新歌音樂錄影帶。
- 原訂於春天的巡迴演唱會「KODA KUMI LIVE TOUR 2013 ～JAPONESOUE～」因懷孕而延期至2013年3月16日展開[2]。
- 本作於發行首週獲得公信榜專輯週榜冠軍，為連續第8張冠軍專輯（含精選輯2張）[3]。

## 發行版本

### CD ONLY
- CD收錄19曲
- 封入特設網站密碼（※僅日本版。）

### CD+DVD
- CD收錄19曲
- DVD收錄全部17首音樂錄影帶
- 封入特設網站密碼（※僅日本版。）

### CD+2DVD
- CD收錄19曲
- DVD Disc1收錄全部17首音樂錄影帶
- DVD Disc2收錄歷代專輯廣告集錦&演唱會精選
- 封入特設網站密碼（※僅日本版。）
- 以環保紙盒包裝

### CD+寫真冊+GOODS
※僅日本版。
- CD收錄19曲
- 豪華B4大小BOX包裝
- B4寫真冊（約32頁）
- GOODS（未定）
- 數量限定生產

## 曲目

### CD
1. Introduction ～JAPONESQUE～
作詞・作曲・編曲：Maria Marcus　
主題為外國眼中的日本，曲的印象為花魁說著「Follow me」一邊優雅漫步的形象。
2. So Nice feat.Mr.Blistah
作詞：Kumi Koda / 作曲：Bardur Haberg, Andrew Lane, Kasey Monroe
表達出隔著木格門，花魁等待著能讓自己燃起炙烈熱情的男性，MV中以紅與金色還表現出倖田獨特的高貴感。
3. Boom Boom Boys
作詞・作曲：Kumi Koda, Toby Gad, Lindy Robbins, Caterina Torres / 編曲：Toby Gad
與〈FREAKY〉相似的曲子，以搖滾與舞曲所組成，描述每天縱情酒池，每天帶不同男性回家的自由奔放的女性，MV以描述在Club裡喝酒，跳舞跳到天明，藉此消除壓力的女性的故事。
4. V.I.P. feat.T-PAIN (Album Version)
作詞・作曲：Kumi Koda, Toby Gad, Jessica Cornish, T-PAIN / 編曲：Toby Gad
描寫的是不奉承男性，很強勢的女性，專輯裡有T-PAIN跨刀合作，與單曲相異，多了Rap，還加了日文的「謝謝」。
50th單曲《4 TIMES》收錄曲。
5. Slow feat.Omarion
作詞：Kumi Koda / 作曲：Tommy Clint　
描寫出「不要錯失了比金錢更重要的事物。你擁有屬於你的溫柔與笑容，原原本本 的你對我而言最有魅力」女孩子的這份心情，讓男性了解不只是只有「金錢」才能帶來幸福。
6. Brave
作詞：Kumi Koda / 作曲：Hitoshi Harukawa / 編曲：Daisuke Kahara, Shinjiroh Inoue / ストリングスアレンジ：Udai Shika
為單曲的候補曲之一，於2011年3月便完成了。令人聯想到「愛之歌」的世界觀。以餘情未了的女子做為主角，描述戀人突然告別而去的女子，即使轉世也希望對方和自己再相戀，也希望對方也有同樣想法，MV背景為許多時間錯亂的時鐘，描述在分別後無法繼續向前的女子，終於開始了旅程。
7. Everyday
作詞：Kumi Koda,HIRO / 作曲：HIRO
不論悲歡喜樂都要一起度過，一首充滿幸福感的歌曲，MV為完全後製。
8. IN THE AIR
作詞：Kumi Koda / 作曲：FAST LANE, ERIK LIDBOM / 編曲：ERIK LINDBOM
概念是夏季煙火大會的歸途。人來人往中，男生牽起女生的手，緊緊牽引著對方。而女孩子雖若有所思，但最後仍提起勇氣回握對方，兩人的戀情就此展開。
50th單曲《4 TIMES》收錄曲。
  - BeeTV《ラブスポット～恋が実る場所～》主題歌
9. You are not alone (Acoustic Version)
作詞：Kumi Koda / 作曲：Takuya Harada
在東日本大地震之後，倖田發揮自己所長譜寫歌曲，傳達給災民「人永不孤獨」的意義。
51st單曲的B面重編曲版。
10. Interlude ～JAPONESQUE～
作曲・編曲：Martin Svensson
專輯中段，為專輯區隔，下半場呈現出的為不同的景色。
11. ESCALATE（催化）
作詞：Kumi Koda, ARIA / 作曲：ARIA
在愛情的攻防之中情感逐漸失速高升，最後說出這場戀愛遊戲的規則就是自己，描述著強勢女性的曲子，MV以西洋棋描述為愛情中的攻防，搭配上帥氣舞步。
12. Love Me Back
作詞：Kumi Koda / 作曲：Matthew Tishler, Liz Rodrigues
配合戲劇的氛圍選擇神秘一點的音樂，但仍製作成充滿倖田來未風格，力道十足的舞曲，MV專輯與單曲版不同，為一個故事。
52nd單曲。
  - 富士電視台連續劇《推理要在晚餐後》片頭曲。
  - music.jp 電視廣告曲
13. No Man's Land
"作詞：Kumi Koda, Mr.Blistah, Pete Kirtley, Jorge Mhondera, Samiya Berrabah / 作曲：Jorge Mhondera, Pete Kirtley, Samiya Berrabah, Mr.Blistah
母帶的編曲為男性和女性兩人合唱，後改編為混音系的搖滾樂，曲名是「不毛之地」的意思，倖田以女性觀點大吼「我想前往沒有男人的世界」這樣的語感寫下歌詞。嘴上雖然說著「想要快點脫離背叛自 己的男人」，仍不斷重蹈覆轍。MV以黑白畫面攝影製作。
14. 不要停止愛我（愛を止めないで）
作詞：Kumi Koda / 作曲・編曲：谷口尚久 / ストリングスアレンジ：宗像仁志
以電影《第二處女》為印象所作的曲子，描寫即使是不倫之戀，身體與心靈都深愛彼此的戀人。
51st單曲。
  - 電影《第二處女》主題歌
  - music.jp 電視廣告曲
15. KO-SO-KO-SO（魅惑心機）
作詞・作曲：Kumi Koda, Allan P Grigg, 竹本健一
描寫不光彩的一夜情。MV形象為對於出生起就喜歡女孩子的女孩子，不需要隱藏喜歡的心情。要率直接受自己的心，並打開心門。
50th單曲《4 TIMES》收錄曲。
  - 日本電視台連續劇《-Piece Vote-》主題歌
16. Lay Down
作詞：Kumi Koda, Matthew Tishler, Adam Royce, Kat Lucas  / 作曲：Matthew Tishler, Adam Royce, Kat Lucas
一首有如在試驗男人般挑釁意味十足的歌曲。
17. Love Technique
作詞：Kumi Koda / 作曲：Seogy, Genie / 編曲：Genie
「把你的優點和我的缺點，你的缺點和我的優點相加在一起，一起創造美好的事物吧」寫下全盤包容彼此的缺點，好好相愛的詞句。
18. Poppin love cocktail feat.TEEDA（烈愛雞尾酒）
作詞：Kumi Koda, TEEDA / 作曲：BACK-ON / 編曲：BACK-ON & JIN
歌詞的部分，則是想像如果跟年紀比自己小的男性墜入戀情會怎麼樣呢？在這樣的想像下寫下歌詞。
50th單曲《4 TIMES》收錄曲。
  - H.I.S. 電視廣告曲
  - music.jp 電視廣告曲
19. All for you
作詞：Kumi Koda / 作曲・編曲：Hi-Yunk
第一次將只為了歌迷寫下的曲子，僅以木吉他和歌聲一次錄製而成。

### DVD Disc 1
1. Poppin love cocktail feat.TEEDA
2. Boom Boom Boys
3. No Mans Land
4. V.I.P. feat.T-PAIN
5. KO-SO-KO-SO
6. LayDown
7. ESCALATE
8. Love Me Back
9. So Nice
10. Slow feat.Omarion
11. IN THE AIR
12. Everyday
13. Love Technique
14. You are not alone Live Version
15. 不要停止愛我
16. Brave
17. All for you

### DVD Disc 2
- 預定收錄
  - 歴代演唱會精選 TOP20

QUEEN OF LIVE 倖田來未！這11年間名曲・大賣曲等歷史的見證！
收錄歌迷票選的前20名！
- - 歷代專輯廣告

1. 1st ALBUM「affection」（2002.03.27 On Sale）
2. 2nd ALBUM「grow into one 」（2003.03.19 On Sale）
3. 3rd ALBUM「feel my mind」（2004.02.18 On Sale）
4. 4th ALBUM「secret」（2005.02.09 On Sale）
5. 5th ALBUM「Black Cherry」（2006.12.20 On Sale）
6. 6th ALBUM「Kingdom」（2008.01.30 On Sale）
7. 7th ALBUM「TRICK」（2009.01.28 On Sale）
8. 8th ALBUM「BEST～third universe～ & 8th AL"UNIVERSE" 」（2010.02.03 On Sale）
9. 9th ALBUM「Dejavu」（2011.03.02 On Sale）

## 榜單
- 榜單來自Oricon公信榜專輯榜

| 發行日期      | 榜單        | 最高名次 | 銷量    | 銷量總計 | 在榜周數 |
| ------------- | ----------- | -------- | ------- | -------- | -------- |
| 2012年1月25日 | 日榜        | 1        | 40,768  | 151,343  | 16週     |
| 2012年1月25日 | 週榜 (首週) | 1        | 93,835  | 151,343  | 16週     |
| 2012年1月25日 | 月榜        | 3        | 118,648 | 151,343  | 16週     |
| 2012年1月25日 | 年榜 (2012) | 37       | 151,343 | 151,343  | 16週     |

## 資料來源
1. 1 2  . ナタリー. 2011-12-07  [2011-12-07]. （原始内容存档于2016-03-04）.
2. ↑  . Oricon. 2011-12-19  [2013-07-16]. （原始内容存档于2013-06-08）.
3. ↑  . Oricon. 2012-01-31  [2013-07-16]. （原始内容存档于2013-06-28）.